# Alesha Dixon
Alesha Anjanette Dixon (Welwyn, Garden City, 7 de outubro de 1978) é uma cantora, compositora e modelo britânica.
Depois de ter encontrado a fama no trio Mis-Teeq, a cantora lançou o seu álbum de estreia, Fired Up, em 2006. Versões físicas de Fired Up foram apenas comercializadas no Japão e na Tailândia, no primeiro trimestre de 2008.
Em 2007, Alesha Dixon se tornou um concorrente no Strictly Come Dancing e acabou vencendo. Sua exposição na televisão levou a um retorno bem-sucedido, que incluiu um contrato com a Asylum Records, uma subsidiária do Warner Music Group. Em seguida, lançou um segundo álbum, intitulado The Alesha Show, em 2008, que recebeu a certificação de platina no Reino Unido.
O seu single lançado em 2008, "The Boy Does Nothing", foi o seu primeiro single a entrar no Top 10 da principal tabela de canções do Reino Unido, alcançando o número cinco e permanecendo três meses na tabela. O seu segundo single de The Alesha Show, "Breathe Slow", chegou à 3ª posição na Europa e Reino Unido. The Alesha Show foi o primeiro álbum da cantora a ser comercializado em formato físico (ou seja, em CD) na Europa.
Em setembro de 2009 Alesha Dixon tornou-se um juiz na sétima série do Strictly Come Dancing, substituindo o colega e juiz Arlene Phillips. A substituição de Phillips por Alesha atraiu críticas, como alguns questionaram a extensão do conhecimento como Alesha Dixon está dançando. Ela se rejeitou a crítica, descrevendo-o como uma "tempestade em copo d'água", e se recusou a se retirar como juiz. Em 2010, Alesha Dixon voltou para a oitava séria do Strictly Come Dancing e lançou seu terceiro álbum de estúdio, The Entertainer O álbum foi originalmente planejado para ser nomeado Unleashed, porém os planos foram desfeitos e The Entertainer foi decidida em vez. The Entertainer tem um som diferente para o álbum anterior Dixon, The Alesha Show, que ganhou uma certificação de platina pela Indústria Fonográfica Britânica. Ela decidiu rap em algumas das canções do álbum novo, como ela fez uma vez como membro da banda de garotas Mis-Teeq. Ela trabalhou com produtores como Rodney Jerkins, Gad Toby (Beyoncé, Fergie), Beanz Jim, e Soulshock & Karlin durante a gravação do álbum.

## Biografia
Alesha, tratada por Dixon, nasceu na Welwyn Garden City no Reino Unido, tem sete irmãos e os seus pais nasceram na Jamaica. A cantora foi educada na Monges Walk School, Welwyn Garden City, Hertfordshire, e tinha planeado tornar-se uma professora de Educação Física, após deixar colégio. Depois de receber um diploma, e ter planeado ocupar um lugar na Loughborough University, a cantora no comboio encontrou um produtor musical, que lhe perguntou se estava disposta a cantar, e no caminho para casa ela foi abordada novamente por alguém que perguntou se ela estava em alguma banda. A cantora decidiu então colocar a escola para segundo plano.

## Carreira

### 1999-2005:Mis-Teeq
A sua carreira musical começou em 1999, quando Alesha conheceu Sabrina Washington, que a desafiou a entrar na "Dance Attic", uma popular academia de dança de Hip Hop, em Londres), e juntas formaram um duo e fizeram  um demo intitulado "Inspiration". Durante uma audição conheceram Su-Elise Nash, formando assim um trio. Cedo, assinaram com a "Telstar Records" e numa audição conheceram Zena McNally e tornam-se numa popular banda de garagem, juntando Pop e R&B, de seu nome "Mis-Teeq".
A banda lançou o seu single de estreia "Why?" em 2000, e não tardou muito para que "Zena McNally" abandonasse a banda para prosseguir com a sua carreira solo, sendo assim a banda decidiu permanecer com três membros. Em 2001 lançaram o seu álbum de estreia, "Lickin' On Both Sides", com faixas como "All I Want", "One Night Stand", "B With Me" e duplo single "Roll On/This Is How We Do It". Depois do sucesso do álbum de estreia, em 2003 tornaram-se as caras das lojas "JD Sports".
Em 2003, a banda lançou o seu segundo álbum, Eye Candy, que incluía os singles "Scandalous", "Can't Get It Back" and "Style", devido ao sucesso lançaram uma compilação "Greatest Hits", com o apoio da Universal Records.
A última canção de Alesha na banda foi "Shoo Shoo Baby" para o filme da Disney Valiant. A Março de 2005, as cantoras anunciaram a separação e seguiram as carreiras solo.

### 2005: Carreira solo
Alesha anunciou que tinha assinado um contrato com a Polydor Records. Durante um ano, a cantora esteve a preparar o seu álbum de estreia, Fired Up, com a ajuda de produtores e cantores como, Richard X, Xenomania, Johnny Douglas, Brian Higgins, Estelle e Paul Epworth.

### Fired Up
Em Junho de 2005, a cantora anunciou o seu single de estreia iria se chamar "Superficial", mas acabou por mudar para "Lipstick", sendo assim o seu primeiro single. "Lipstick" foi lançado a 14 de Agosto de 2006, e ficou posicionada na posição #14, como melhor. O seu segundo single "Knockdown", lançado a 30 de Outubro de 2006 alcançou a posição #25 em UK.
A 6 de Novembro de 2006, com a Polydor Recods, obteve os direitos, para editar o seu primeiro álbum, Fired Up. O seu primeiro single do álbum, "Lipstick", foi número 1 na "Japan's international ringtone chart" e número 2 na "MTV Japan's hit list". Fired Up foi oficialmente lançado no Japão, a 20 de Fevereiro de 2008. A cantora compôs uma canção para um anuncio publicitário da Ford, '4 U I Will', usando na música partes de carros. A música encontra-se disponível para download desde 4 de Fevereiro de 2008.

### The Alesha Show
A cantora assinou um contrato com a Asylum Records em 2008. O seu novo álbum estava incluído no contrato, The Alesha Show, que foi editado na UK a 24 de Novembro de 2008 e a 21 de Novembro na Irlanda. O seu single oficial de apresentação, "The Boy Does Nothing", foi o seu primeiro single a solo a ficar no top dez da UK, subindo da posição #84 para a #8. O segundo single do álbum foi "Breathe Slow" e entrou para a tabela musical da UK, na posição #39.
A cantora fez uma digressão, acompanhada de Enrique Iglesias.
O quarto single do The Alesha Show, chamado "To Love Again" foi lançado em 15 de novembro de 2009. A faixa, uma balada escrita por Alesha Dixon e Gary Barlow, foi o primeiro single tirado da versão deluxe, intitulado The Alesha Show - Encore, lançado em 23 de Novembro Alesha Dixon também embarcou em uma turnê nacional no dia 17 de Outubro, chamado The Alesha Show, que começou em 20 de Outubro de 2009, em Nottingham.

## Filmografia

### Televisão
Esta tabela contém a lista de aparições da cantora em Televisão:
| Ano  | Aparência                                                                 | Função                                                |
| ---- | ------------------------------------------------------------------------- | ----------------------------------------------------- |
| 2001 | BBC                                                                       | Convidada                                             |
| 2002 | MOBO Awards                                                               | Co-apresentadora, com LL Cool J                       |
| 2004 | Vídeo musical de N.E.R.D., "She Wants to Move"                            | Dançarina                                             |
| 2005 | CD:UK                                                                     | Apresentadora                                         |
| 2006 | Vídeo musical de Ludacris, "Girls Gone Wild"                              | Dançarina                                             |
| 2006 | BBC                                                                       | Convidada                                             |
| 2007 | ITV cobertura dos The Brit Awards                                         | Apresentadora                                         |
| 2007 | VH1The Nation's Favourite Number 1 Men                                    | Apresentadora                                         |
| 2007 | Channel 4 Freshly Squeezed                                                | Co-apresentadora                                      |
| 2007 | Comic Relief Does Fame Academy                                            | Convidada                                             |
| 2007 | T4                                                                        | Convidada                                             |
| 2007 | Strictly Come Dancing                                                     | Competição, Vencedora                                 |
| 2007 | The Slammer (CBBC)                                                        | Competição                                            |
| 2008 | The National Lottery                                                      | Apesentadora                                          |
| 2008 | Pick Me MTV                                                               | Juiz                                                  |
| 2008 | Lily Allen and Friends                                                    | Convidada                                             |
| 2008 | Alesha: Look But Don't Touch (BBC)                                        | Apesentadora                                          |
| 2008 | UK Kids Choice Awards                                                     | Convidada                                             |
| 2008 | TMi                                                                       | Convidada                                             |
| 2008 | Loose Women                                                               | Convidada                                             |
| 2008 | The X Factor                                                              | Convidada                                             |
| 2008 | Strictly Come Dancing                                                     | Actuação                                              |
| 2008 | GMTV                                                                      | Convidada                                             |
| 2008 | BBC's Children in Need                                                    | Convidada Apresentadora e Actuação                    |
| 2008 | Soccer AM                                                                 | Convidada                                             |
| 2008 | Something for the Weekend                                                 | Convidada                                             |
| 2008 | Never Mind The Buzzcocks                                                  | Convidada                                             |
| 2008 | The Graham Norton Show                                                    | Actuação                                              |
| 2008 | Tubridy Tonight                                                           | Actuação e Convidada                                  |
| 2009 | Eurovision: Your Country Needs You                                        | Actuação ("Breathe Slow")                             |
| 2009 | Kid Cudi — Day 'n' Nite                                                   | Dançarina/Modelo ("Man On The Moon")                  |
| 2009 | This Morning                                                              | Actuação ("Breathe Slow")                             |
| 2009 | BBC Breakfast                                                             | Convidada                                             |
| 2009 | Late night with Thomas and Harald (Senkveld med Thomas og Harald, Norway) | Convidada and performer ("The Boy Does Nothing")      |
| 2009 | Huuma                                                                     | Convidada Musical e Actuação ("The Boy Does Nothing") |

## Discografia
- 2006 - Fired Up
- 2008 - The Alesha Show
- 2010 - The Entertainer

## Tours
| Ato Principal - 2009: The Alesha Show | Participações - 2009: Enrique Iglesias UK Tour |

### Singles
- 2006 - "Lipstick"
- 2006 - "Knockdown"
- 2008 - "The Boy Does Nothing"
- 2009 - "Breathe Slow"
- 2009 - "Let's Get Excited"
- 2009 - "To Love Again - Bonus Recording"
- 2010 - "Drummer Boy"
- 2010 - "Take Control"
- 2010 - "Radio"
- 2011 - "Every Little Part Of Me (Feat. Jay Sean)"